# Walter Amtrup

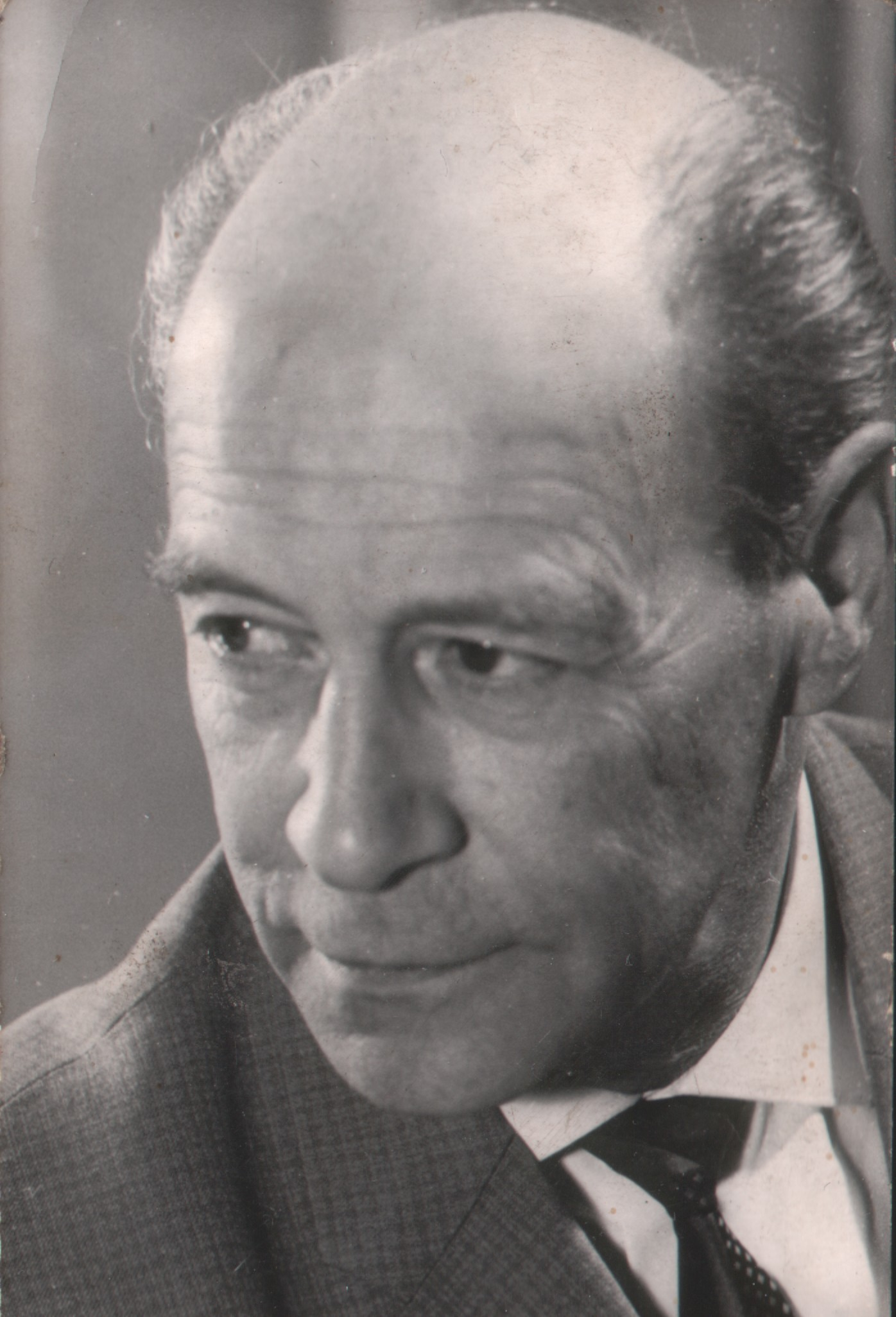
Walter Amtrup (ca. 1970)

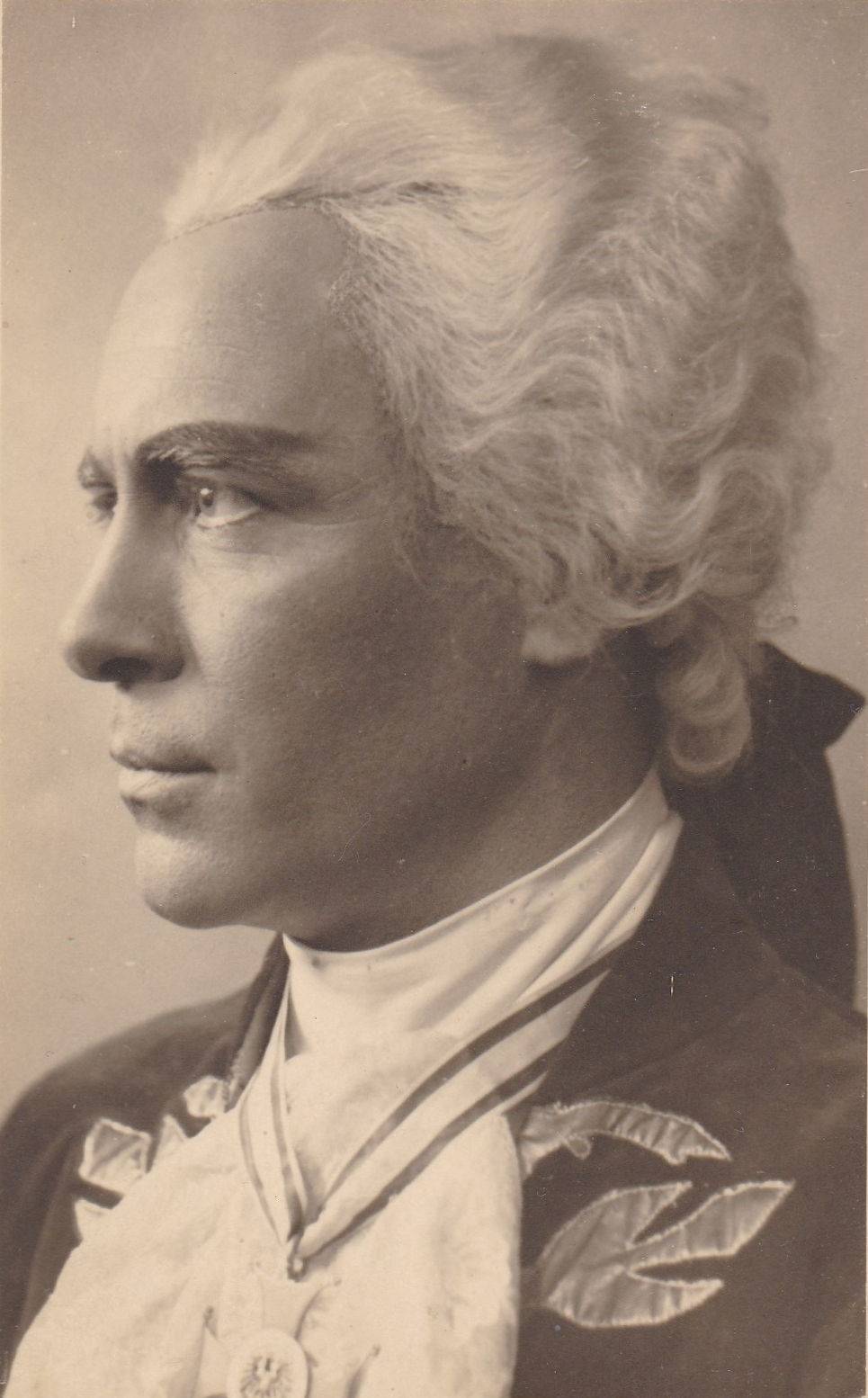
Walter Amtrup als Tellheim in „Minna von Barnhelm“ (1930er Jahre)

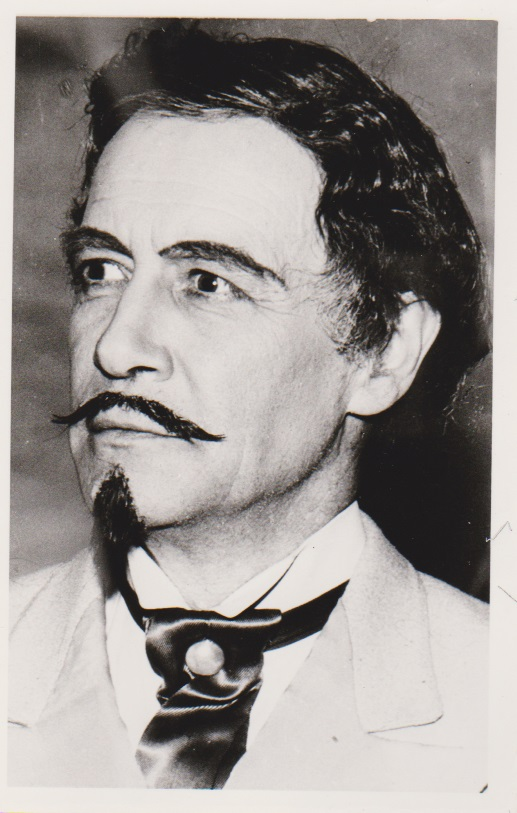
Walter Amtrup als Bankier de Bleusse in „Die Niederlage“, 1959

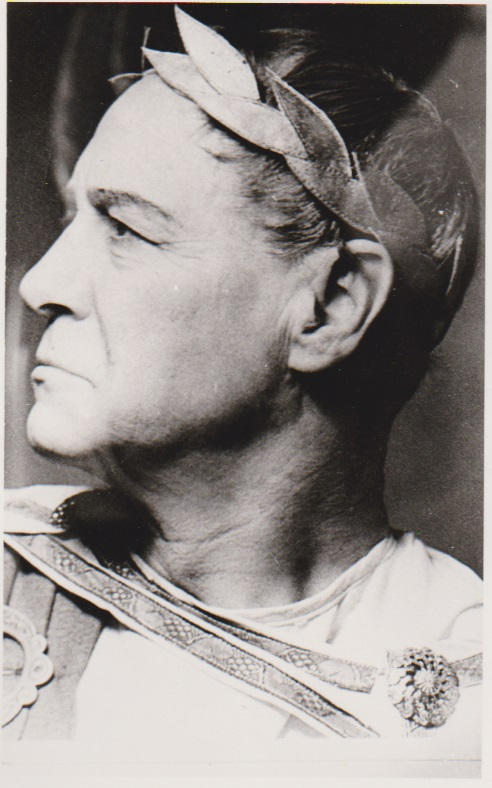
Walter Amtrup als Caesar in „Julius Caesar“, 1959

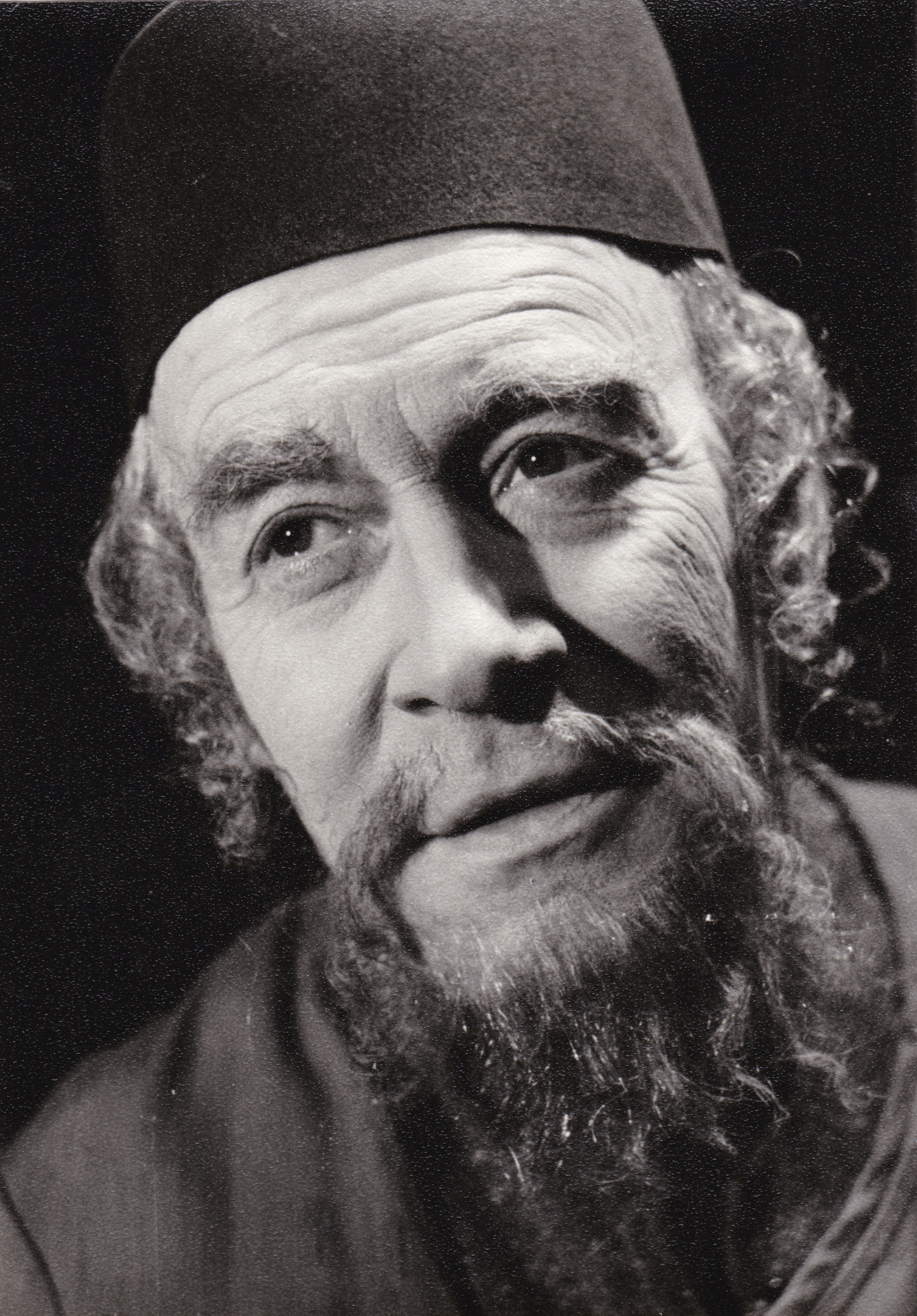
Walter Amtrup als Nathan in „Nathan der Weise“, 1965

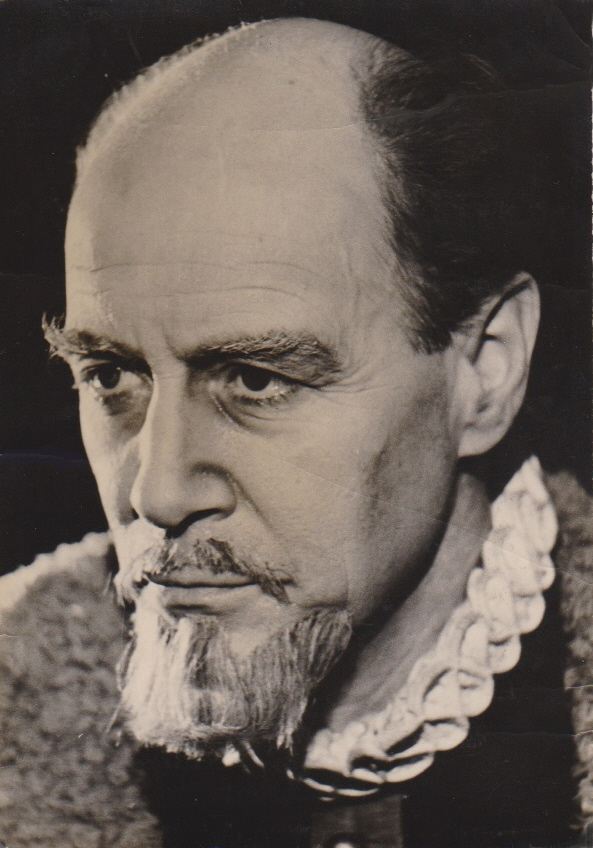
Walter Amtrup als Shrewsbury in „Maria Stuart“, 1956

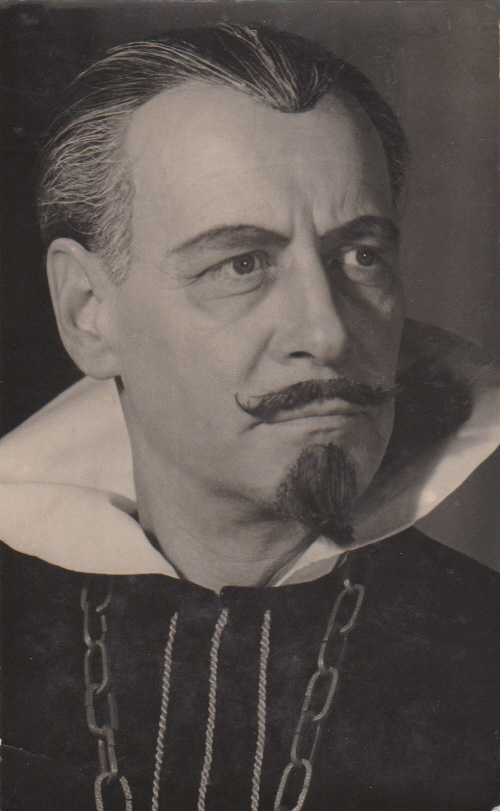
Walter Amtrup als Wallenstein, 1955

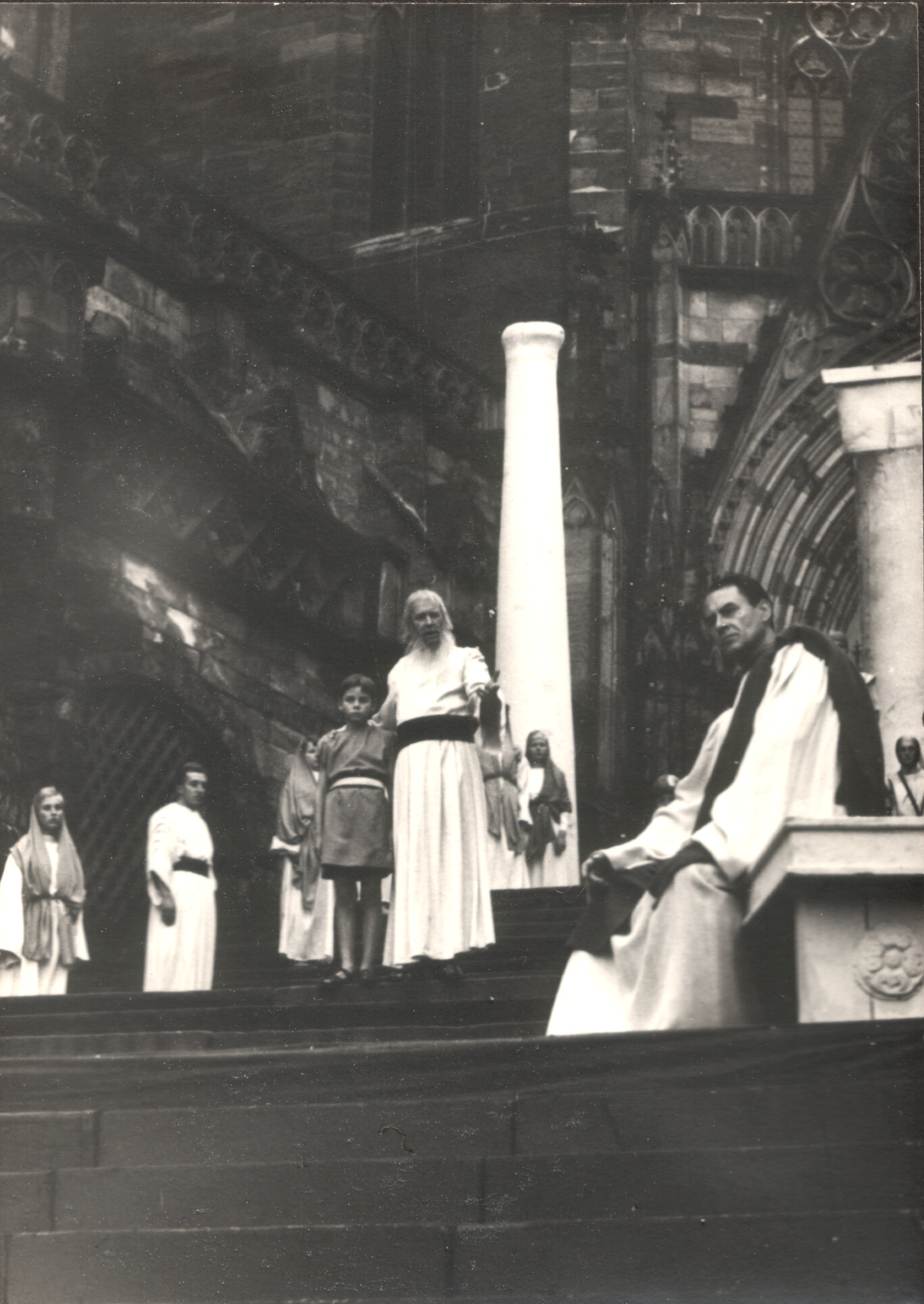
Walter Amtrup (Mitte) mit Sohn Niels-Torsten und Heinz Liefers (re., sitzend) in „Antigone“ auf den Erfurter Domstufen (ca. 1960)

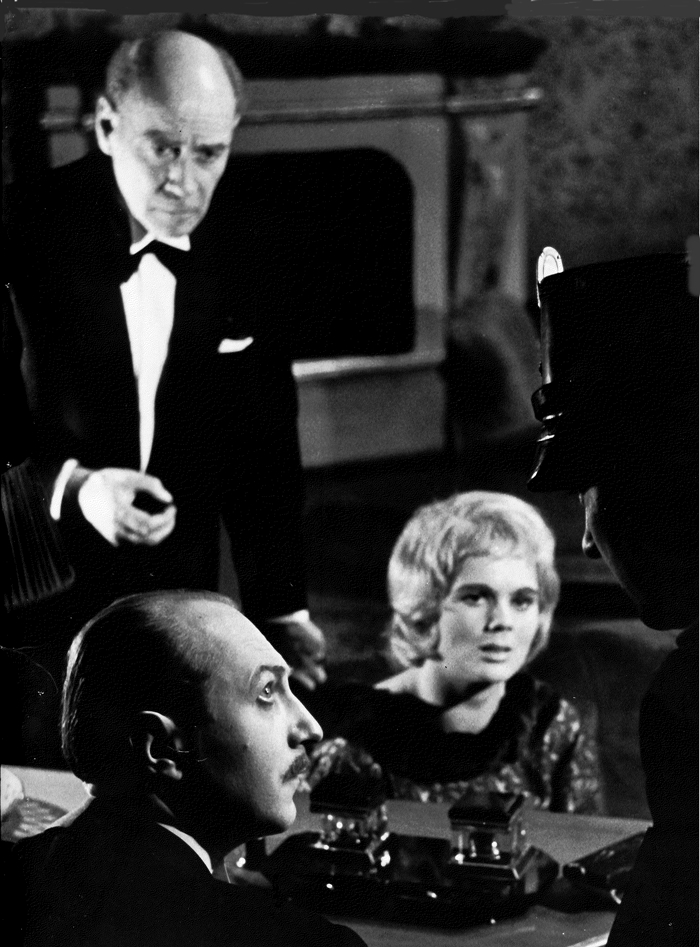
Walter Amtrup (stehend), Klaus Mertens und Renate-Catharina Schroff in „Parkstraße 13“, 1963

Walter Otto Hugo Karl Amtrup (* 15. März 1904 in Hamburg, Deutsches Reich; † 7. August 1974 in Erfurt, DDR) war ein deutscher Schauspieler, Synchronsprecher, Opernsänger (Bass) und Schauspiellehrer.

## Leben
Walter Amtrup wurde am 15. März 1904 als Sohn eines Landgerichtsrates in Hamburg-Altona geboren. Er absolvierte ein Realgymnasium in Lüneburg und besuchte von 1925 bis 1931 die Hochschule für Musik in Berlin-Charlottenburg, wo er zum Schauspieler und Opernsänger ausgebildet wurde.
Sein erstes Engagement hatte Amtrup 1932/33 als Opernsänger am Landestheater Altenburg. Es folgten Bühnenstationen als Schauspieler in Meißen, Neisse, Wilhelmshaven, Hanau, Bunzlau, am Staatstheater Schwerin und bis Kriegsende an den Städtischen Bühnen in Chemnitz. Von 1947 bis 1951 wirkte er am Theater Flensburg, danach trat er für einige Jahre von der Bühne ab und arbeitete als Magazinverwalter.
Im Jahre 1955 zog er mit seiner Familie in die DDR, um ein Engagement als Charakterdarsteller an den Städtischen Bühnen Erfurt anzutreten. Nach elfjähriger Tätigkeit wechselte er an das Meininger Theater, wo er 1969 seine künstlerische Laufbahn beendete.

## Familie
Walter Amtrup war mit der ehemaligen Opernsängerin Johanna Amtrup, geb. Kieling, verheiratet; aus der Ehe gingen drei Kinder hervor: Karin (* 1936), Turid (* 1943) und Niels-Torsten (* 1951). Der Meeresbiologe und Verhaltensforscher Karsten Brensing (* 1967) ist Walter Amtrups Enkel.

## Künstlerische Laufbahn

### Ausbildung und Engagements
- 1925–1931: Ausbildung an der Hochschule für Musik in Berlin, Fachrichtung Schauspiel/Oper[3]
- 1932–1933: Landestheater Altenburg[4]
- 1933: Stadttheater Meißen[4]
- 1934: Stadttheater Neiße[4]
- 1935: Neues Schauspielhaus der Jadestädte, Wilhelmshaven[4]
- 1936: Stadttheater Hanau[4]
- 1937–1941: Staatstheater Schwerin[4]
- 1941–1945: Städtische Bühnen Chemnitz[4]
- 1947–1951: Städtische Bühnen Flensburg[4]
- 1955–1966: Städtische Bühnen Erfurt[5]
- 1966–1969: Meininger Theater[5]

### Rollen

#### Theater
Theater Altenburg
- 1931: UB 16 (Funker)
- 1931: Die Wundertannen am Wurzel (Wassermann)
- 1932: Manon Lescaut (Wirt)

Theater Meißen
- 1933: Jagd ihn – ein Mensch (Bless-Karle)

Theater Neiße
- 1933: Schlageter (Schlageter)
- 1933: Doktor und Apotheker (Apotheker Stößel)
- 1933: UB 16 (Steuermann)
- 1933: Der Mann mit den grauen Schläfen (Baron Jaro Milanovici)
- 1934: Die große Chance
- 1934: Don Cesar (Fachminister der Intrige)

Theater Wilhelmshaven
- 1934: Alle gegen Einen – Einer gegen Alle (Wasa)
- 1934: Christa, ich erwarte Dich (Hans Tettenborn)
- 1934: Minna von Barnhelm (Major von Tellheim)
- 1934: Des Meeres und der Liebe Wellen (Naukleros)
- 1935: Das Frühstück zu Rudolstadt (Herzog Alba)
- 1935: Anna Kronthaler (Gaenswürger)
- 1935: Das Wunderwasser (Adam Schrott)
- 1935: Don Carlos (Marquis Posa)

Theater Hanau
- 1935: Peer Gynt (Peer Gynt)
- 1935: Am Himmel Europas
- 1936: Die Insel (Handelsattaché Raaz)

Theater Bunzlau
- 1936: Vertrag am Karakat (Risa Khan)

Schweriner Theater
- ?: Der Thron zwischen Erdteilen (Borkdorf/Sollikow; Doppelrolle)
- 1937: Prinz Friedrich von Homburg (Graf Hohenzollern)
- 1938: De adlige Rosenblome (Ritter Hinrich von der Bröderborg)
- 1939: Der andere Feldherr

Theater Chemnitz
- 1941: Liebeskomödie
- 1941: Maria Stuart (Melvil)
- 1942: Der Leutnant Vary (Auditeur)
- 1942: Ein Windstoß (Vorsitzender Berufungsrichter)
- 1942: Die große Kurve (Dr. Timm)
- 1942: Die Braut von Messina (Diego)
- 1942: Donna Diana (Dianas Vater Don Diego)
- 1943: Not Gottes (Mönch Severin)
- 1943: Ihr Talisman (Tsing)
- 1943: Die Medaille (Bauer Merkl)
- 1943: Der Gigant (Knecht)
- 1943: Das Opfer (Gemeindeältester)
- 1944: Die Piccolomini (Graf Terzky)
- 1944: Onkel Bonaparte (Rechtsanwalt Montklupo)

Theater Flensburg
- 1947: Ein Inspektor kommt (Inspektor Goole)
- 1947: Pinkepank (Bürgermeister)
- 1948: Des Teufels General (Ingenieur Oderbruch)
- 1948: Nathan der Weise (Nathan)
- 1948: Egmont (Krämer Soest)
- 1948: Der Freischütz (Samiel, der schwarze Jäger)
- 1948: Die erste Frau Selby (Philip Logan)
- 1948: Wie es euch gefällt (Charles, Friedrichs Ringer)
- 1948: Romeo und Julia (Graf Capulet)
- 1948: Der fröhliche Weinberg (Herr Rindsfuß)
- 1948: Draußen vor der Tür (Oberst)
- 1948: Der Geizige (Polizeikommissar)
- 1948: Der gestiefelte Kater (Zauberer Hudriwudri)
- 1948: Der Kreidekreis (Kuli)
- 1948: Die Dreigroschenoper (Polizeichef Brown)
- 1948: Nebel (Leutnant Schubert, Detektiv)
- 1948: Lady Windermeres Fächer (Butler Parker)
- 1948: Jeppe vom Berge (Jakob Schuster)
- 1948: Hamlet (Claudius – König von Dänemark, Hamlets Oheim)
- 1948: Aschenbrödel (Hofmarschall Grasemück)
- 1948: Wenn der Schnee schmilzt (Wlad)
- 1949: Der Lügner und die Nonne (Butler Petrops)
- 1949: Weiße Fracht (Missionar)
- 1949: Der Patriot (Flügeladjutant Murawiew)
- 1949: Die kluge Verliebte (Rittmeister Bernardo)
- 1949: Don Karlos (Herzog von Medina Sidonia, Admiral)
- 1949: Ein Spiel von Tod und Liebe (Jérôme von Courvoisier)
- 1950: Die Wildente (Kommandeur Flor)
- 1950: Der Tausch (Thomas Pollok Nagevire, Makler)
- 1950: Robert Guiskard (Greis)
- 1950: Einmann (Vorsitzender) [Uraufführung]
- 1950: Hund im Hirn (Professor)
- 1950: Jedermann (Ein armer Nachbar)
- 1951: Wilhelm Tell (Werner Freiherr von Attinghausen)
- 1951: Und Pippa tanzt (Glasmaler Scheidler)
- 1951: Das tapfere Schneiderlein (Hexenmeister)
- 1951: Ein Sommernachtstraum (Egeus)
- ?: Saison in Salzburg (Christian Dahlmann)
- ?: Menschen in Weiß (Dr. Clayton)
- ?: Im weißen Rößl (Kaiser)
- ?: Ihr 106. Geburtstag (Monsignore Mouret, Bischof)
- ?: Ballade am Strom (Büchler, Flußschiffer)
- ?: Pygmalion (Oberst Pickering)
- ?: Die Nachtigall (Großwesir)
- ?: Barbara Blomberg (Herzog Alba)
- ?: Die schmutzigen Hände (Karsky)
- ?: Frau im Hermelin (Stojahn)

Städtische Bühnen Erfurt
- 1955: Friedrich Schiller: Wallenstein (Wallenstein) – Regie: Eugen Schaub
- 1955: William Shakespeare: Komödie der Irrungen (Aegon, Kaufmann aus Syrakus) – Regie: Hans Dieter Mäde
- 1955: Juri Burjakowski: Julius Fučík (Stumpp, Direktor der Prager Junkers-Werke) – Regie: Hans Dieter Mäde
- 1956: William Shakespeare: Hamlet (Geist von Hamlets Vater) – Regie: Eugen Schaub
- 1956: Hedda Zinner: Lützower (Arzt Dr. Henslein) – Regie: Georg Leopold
- 1956: Solowjow/Witkowitsch: Aufruhr in Buchara (Emir von Buchara) – Regie: Hans Dieter Mäde
- 1956: Friedrich Schiller: Maria Stuart (Georg Talbot, Graf von Shrewsbury) – Regie: Eugen Schaub
- 1956: Erwin Vollsdorff (nach R. L. Stevenson): Die Schatzinsel (Kapitän Daniel Hawkins) – Regie: Alexander Stillmark (Uraufführung)
- 1956: Wolfgang Martin Schede: Goldmarie und Pechmarie (uralter Schäfer) – Regie: Eugen Schaub
- 1956: Nordahl Grieg: Die Niederlage (Erzbischof von Paris / Marquis de Ploeuc, Gouverneur der Bank von Frankreich) – Regie: Georg Leopold
- 1957: William Shakespeare: Der Widerspenstigen Zähmung (Vincentio) – Regie: Eugen Schaub
- 1957: William Shakespeare: König Lear (Graf von Gloster) – Regie: Eugen Schaub
- 1957: Bertolt Brecht: Der kaukasische Kreidekreis (Gouverneur/Großbauer) – Regie: Eugen Schaub
- 1957: Boris S. Romaschow: Die feurige Brücke (Arkady Stepanowitsch Dubrawin, reicher Moskauer Advokat) – Regie: Eugen Schaub (deutsche Erstaufführung)
- 1958: Frances Goodrich / Albert Hackett: Das Tagebuch der Anne Frank (Otto Frank) – Regie: Arno Wolf
- 1958: Anna Elisabeth Wiede: Das Untier von Samarkand (Shalaghandawa, Händler) – Regie: Georg Leopold
- 1958: Bertolt Brecht: Schweyk im Zweiten Weltkrieg (Hitler [auf 45 cm hohen Stelzen]) – Regie: Eugen Schaub (deutsche Erstaufführung)
- 1958: Nikolai F. Pogodin: Das Glockenspiel des Kreml (H. G. Wells) – Regie: Arno E. Hausch
- 1958: Johann Wolfgang von Goethe: Götz von Berlichingen (Kaiser Maximilian / ältester Richter des heimlichen Gerichts) – Regie: Eugen Schaub
- 1958: Hans Lucke: Kaution (Dr. Fuller) – Regie: Arno Wolf
- 1958: Jewgenij Schwarz: Rotkäppchen (Fuchs) – Regie: Thomas Ruschin
- 1959: William Shakespeare: Julius Caesar (Julis Caesar / Flavius) – Regie: Eugen Schaub
- 1959: Hedda Zinner: Auf jeden Fall verdächtig (Mr. Hearvest) – Regie: Eugen Schaub
- 1959: Curt Goetz: Das Märchen (Herr Charly) [„Ein Abend bei Curt Goetz“ – wurde von der DEFA gefilmt] – Regie: Eugen Schaub
- 1959: Fritz Kuhn: Kredit bei Nibelungen (General Fabiani) – Regie: Arno Wolf
- 1959: William Shakespeare: Was ihr wollt (1. Gerichtsdiener) – Regie: Eugen Schaub
- 1959: Nikolai Gogol: Der Revisor (Schulinspektor Chlopow) – Regie: Eugen Schaub
- 1959: Friedrich Schiller: Wilhelm Tell (Werner Freiherr von Attinghausen) – Regie: Eugen Schaub
- 1959: Johannes R. Becher: Winterschlacht (Oberstleutnant v. Quabbe) – Regie: Eugen Schaub
- 1960: Chu Su-chen: 15 Schnüre Geld (Chin, ein alter Weinverkäufer) – Regie: Eugen Schaub
- 1960: Sophokles: Antigone (Teiresias) – Regie: Eugen Schaub [auf den Domstufen]
- 1960: Gerhart Hauptmann: Die Weber (Der alte Hilse) – Regie: Arno Wolf
- 1960: Gerhard Fabian: Die Stärkeren (Oberingenieur Bubak) – Regie: Eugen Schaub
- 1961: William Shakespeare: Ende gut, alles gut (Lafeu, ein alter Edelmann) – Regie: Walter Niklaus
- 1961: Bertolt Brecht: Das Leben des Galilei (Sagredo) – Regie: Walter Beck
- 1961: William Shakespeare: Richard III. (Lord Hastings) – Regie: Eugen Schaub
- 1961: A. Arbusow: Irkutsker Geschichte (Chorus) – Regie: Arno Wolf
- 1961: Friedrich Schiller: Die Jungfrau von Orleans (La Hire, königlicher Offizier) – Regie: Eugen Schaub [auf den Domstufen]
- 1961: Wsewolod Wischnewski: Optimistische Tragödie (1. Ältester) – Regie: Walter Niklaus
- 1961: Joachim Wichmann: (nach Marion Menteuse): Eine kleine Traumfabrik (Herr Meyer) – Regie: Eugen Schaub / Horst Ludwig
- 1961: Vratislav Blažek: Und das am Heiligabend (Der andere Vater) – Regie: Klaus Martin Boestel
- 1962: Gerhart Hauptmann: Vor Sonnenuntergang (Geheimer Kommerzienrat Matthias Clausen) – Regie: Walter Niklaus
- 1962: Oscar Wilde: Ein idealer Gatte (Earl of Caversham) – Regie: Walter Niklaus
- 1962: Erwin Strittmatter: Die Holländerbraut (Gutsinspektor) – Regie: Walter Niklaus
- 1963: Lucie Taubová: Die Heirat des Heiratsschwindlers (Eugen Anderscht, Schriftsteller) – Regie: Klaus Martin Boestel
- 1963: Johann Wolfgang von Goethe: Egmont (Herzog Alba) – Regie: Horst Ludwig [auf den Domstufen]
- 1963: Axel Ivers: Parkstraße 13 (Dr. Elken) – Regie: Klaus Martin Boestel
- 1963: Lajos Mesterházy: Das elfte Gebot (Sarlo) – Regie: Walter Niklaus
- 1963: William Shakespeare: Macbeth (Duncan) – Regie: Walter Niklaus
- 1964: Leo Tolstoi: Krieg und Frieden (Sergej Kusmitsch, Arzt) – Regie: Klaus Martin Boestel
- 1964: William Shakespeare: Romeo und Julia (Bruder Lorenzo) – Regie: Horst Ludwig [auf den Domstufen]
- 1964: Inge von Wangenheim: Prof. Hudebraach (Professor Guttler) – Regie: Klaus Martin Boestel (Uraufführung)
- 1964: Sergej Prokofjew: Peter und der Wolf (Erzähler) – Regie: Inge Bader
- 1964: Friedrich Schiller: Die Räuber (Maximilian, Graf von Moor) – Regie: Klaus Martin Boestel
- 1965: Bertolt Brecht: Mutter Courage und ihre Kinder (Katholischer Soldat) – Regie: Walter Beck
- 1965: Viktor Rosow (Neufassung Inge Müller): Unterwegs (Wolodjas Vater) – Regie: Klaus Martin Boestel
- 1965: Christian Collin: Die Geier der Helen Turner (Captain Brixon) – Regie: Horst Ludwig
- 1965: Gotthold Ephraim Lessing: Nathan der Weise (Nathan) – Regie: Detlev Witte
- 1966: Friedrich Dürrenmatt: Der Besuch der alten Dame (Butler) – Regie: Klaus Martin Boestel [u. a. als Gast in Leipzig]

Meininger Theater (Auszug)
- Das Feuerwerk (Albert Oberholzer)
- Der Besuch der alten Dame (Butler)
- Herodes und Mariamne (Sameas, ein Pharisäer)
- Unterwegs (Zugkontrolleur)
- Die Räuber (Daniel, Hausknecht)
- Maria Stuart (Melvil, Haushofmeister)
- Caesar und Cleopatra (3. Beamter / Majordomus)
- Amphitryon (Argatiphontidas)

#### Film und Fernsehen
als Schauspieler
- 1957: Polonia-Express
- 1959: Der Spekulant (Fernsehen)
- 1960: Die Hunde bellen nicht mehr (Fernsehen)[6]

als Synchronsprecher
- 1958: Kassendiebe – als Bocek (tschechoslowakischer Film)[7]
- 1958: Testpiloten – als Anufrijew (Mosfilm)[8]
- 1958: An der Endstation – als Kovanda (tschechoslowakischer Film)[9]
- 1958: Nächtliche Jagd – als Ogonjok (sowjetischer Film)[10]
- 1959: Die Erfindung des Verderbens – als Graf Artigas (tschechoslowakischer Film)[11]
- 1959: Die letzte Chance – namentlich erwähnt, aber ohne Bezug zu welcher Rolle (italienischer Film)[12]
- 1960: Tierfänger – als Makarow (sowjetischer Film)[13]
- 1961: Das schwarze Gesicht – als Pater, nicht namentlich erwähnt (ungarischer Film)[14]